# Twee-eiige tweeling
Een twee-eiige (dizygote) tweeling is een tweeling die ontstaan is doordat er voor het moment van bevruchting twee eicellen tot rijping waren gekomen en beide ook daadwerkelijk bevrucht zijn.
Dit zorgt ervoor dat er twee embryo's tegelijk gaan groeien. Omdat ze ieder uit een andere eicel en zaadcel zijn ontstaan, zijn de embryo's niet identiek en kan er dus ook een jongen en een meisje ontstaan. Het zijn dus genetisch gezien een normale  broer en zus (of twee broers, of twee zussen), maar wel even oud. Het is zelfs mogelijk dat de zaadcellen van verschillende donoren komen. Een zaadcel kan tot 72 uur overleven in de baarmoeder. Hierdoor kan het zijn dat een tweeling halfbroer of halfzus van elkaar zijn.
Een twee-eiige tweeling heeft altijd twee verschillende vruchtzakken en twee verschillende placenta's (hoewel ze met elkaar kunnen vergroeien) (respectievelijk diamniotische dichoriale tweeling).
De twee-eiige tweeling staat tegenover de eeneiige tweeling.